# پتیوت خامای
پتیوت خامای (تایلندی: ปฏิวัติ คำไหม؛ زادهٔ ۲۴ دسامبر ۱۹۹۴) بازیکن فوتبال اهل تایلند است.
از باشگاه‌هایی که در آن بازی کرده‌است می‌توان به باشگاه فوتبال موانگتونگ یونایتد اشاره کرد.
وی همچنین در تیم ملی فوتبال تایلند بازی کرده‌است.